# باشگاه فوتبال وستا
باشگاه فوتبال وستا یک تیم فوتبال واقع در ویلمستاد، کوراسائو، بازی در دسته اول لیگ کوراسائو است.